# پیورریا مونتانا
پیورریا مونتانا (نام علمی: Pueraria lobata) نام یک گونه از تبار فازئولآ است.